# جوشوا روبنسون
جوشوا روبنسون (بالإنجليزية: Joshua Robinson) هو رامي الرمح ‏ أسترالي، ولد في 4 أكتوبر 1985 في بريزبان في أستراليا.

## وصلات خارجية
- جوشوا روبنسون على موقع الاتحاد الدولي لألعاب القوى (الإنجليزية)
- جوشوا روبنسون على موقع النتائج التاريخية لألعاب القوى الأسترالية (الإنجليزية)
- جوشوا روبنسون على موقع أوليمبيديا (الإنجليزية)
- جوشوا روبنسون على موقع اتحاد ألعاب الكومنولث (مؤرشف) (الإنجليزية)